# All That Heaven Allows
All That Heaven Allows is een Amerikaanse dramafilm uit 1955 onder regie van Douglas Sirk. Destijds werd de film in Nederland uitgebracht onder de titel Omstreden huwelijk.

## Verhaal
De vermogende weduwe Cary Scott wordt verliefd op haar veel jongere hovenier Ron Kirby. Als ze willen trouwen, botst hun liefde op onbegrip bij de familie van Cary, die het verschil in stand en leeftijd onaanvaardbaar vindt.

## Rolverdeling
| Acteur           | Personage        |
| ---------------- | ---------------- |
| Jane Wyman       | Cary Scott       |
| Rock Hudson      | Ron Kirby        |
| Agnes Moorehead  | Sara Warren      |
| Conrad Nagel     | Harvey           |
| Virginia Grey    | Alida Anderson   |
| Gloria Talbott   | Kay Scott        |
| William Reynolds | Ned Scott        |
| Charles Drake    | Mick Anderson    |
| Hayden Rorke     | Dr. Dan Hennessy |
| Jacqueline deWit | Mona Plash       |
| Leigh Snowden    | Jo-Ann Grisby    |
| Donald Curtis    | Howard Hoffer    |
| Alex Gerry       | George Warren    |
| Nestor Paiva     | Manuel           |
| Forrest Lewis    | Mijnheer Weeks   |